# Jairo Hernández Montoya
Jairo de Jesús Hernández Montoya (Calarcá, Quindío, Colombia, 13 de agosto de 1972) es un exciclista colombiano de ruta.

## Palmarés
| 1990 - Clásica de El Carmen de Viboral, Colombia 1991 - Clásica de El Carmen de Viboral, Colombia 1993 - Vuelta de la Juventud de Colombia 1994 - Una etapa de la Vuelta a Colombia 1995 - Vuelta a Guatemala 1996 - 2.º en la Vuelta a Cundinamarca - Vuelta al Tolima, Colombia - Clasificación de la regularidad Vuelta a Colombia, más una etapa 1997 - Una etapa del Clásico RCN, Colombia 1998 - Una etapa de la Vuelta a Colombia 1999 - Vuelta al Tolima, Colombia - 3.º en el Campeonato de Colombia de Ciclismo Contrarreloj - Clásico RCN, más tres etapas, Colombia 2000 - 3.º en la Vuelta a la Argentina - Una etapa del Clásico RCN 2001 - Campeonato Panamericano de Ciclismo en Ruta, Contrarreloj - 3.º en la Vuelta a Colombia, más una etapa | 2002 - Una etapa de la Vuelta a Antioquia, Colombia 2003 - Una etapa de la Vuelta a Boyacá, Colombia - 3.º en el Clásico RCN, Colombia - 2.º en la Vuelta de Norte de Santander, más una etapa, Colombia 2004 - Clásica Rionegro, Colombia - Vuelta de la Paz, más una etapa, Colombia - 2.º en la Vuelta a Colombia, más dos etapas, Colombia - Prólogo de la Clásica Ciudad de Girardot, Colombia - Una etapa de Doble Copacabana Grand Prix Fides, Bolivia - 3.º en el Campeonato de Colombia de Ciclismo Contrarreloj 2005 - 2.º en la Clásica Nacional Marco Fidel Suárez, más una etapa, Colombia - 3.º en el Clásico RCN, más una etapa, Colombia - Una etapa de la Doble Copacabana Grand Prix Fides, Bolivia 2006 - Vuelta al Tolima, más una etapa, Colombia 2007 - Una etapa de la Clásica de Guarné, Colombia - Clásica Nacional Marco Fidel Suárez, más dos etapas, Colombia |

## Resultados en las grandes vueltas
| Carrera         | 1997 | 1998 | 1999 | 2000 | 2001 | 2002 | 2003 |
| Tour de Francia | -    | -    | -    | -    | -    | -    | -    |
| Giro de Italia  | -    | -    | -    | -    | -    | -    | -    |
| Vuelta a España | 51.º | Ab.  | -    | -    | -    | -    | -    |

-: no participa 

Ab.: abandono

## Equipos
- Pony Malta - Avianca (1994-1996)
- Telecom Discado Directo Internacional - Flavia (1997)
- Avianca - Telecom - Kelme (1998)
- 05 Orbitel (1999)
- Cantanhede - Marques de Marialva (2000)
- 05 Orbitel (2001-2005)
- Colombia es Pasión Team (2007)